# Hinterberg (Gemeinde Hüttenberg)
Hinterberg ist eine Ortschaft in der Gemeinde Hüttenberg im Bezirk Sankt Veit an der Glan in Kärnten. Die Ortschaft hat 0 Einwohner (Stand 1. Jänner 2024).

## Lage
Die Ortschaft liegt im Osten des Bezirks Sankt Veit an der Glan, im Süden der Gemeinde Hüttenberg, auf dem Gebiet der Katastralgemeinde Hinterberg. Sie liegt an den Westhängen der Saualpe und ist auf Fahrwegen vom Löllinger Graben aus sowie von Kirchberg aus erreichbar.

## Geschichte
Der Ort gehörte in der ersten Hälfte des 19. Jahrhunderts zum Steuerbezirk Althofen (Herrschaft und Landgericht). Bei Bildung der Ortsgemeinden im Zuge der Reformen nach der Revolution 1848/49 kam Hinterberg an die Gemeinde Lölling. Im Zuge der Gemeindestrukturreform 1973 wurde die Gemeinde Lölling aufgelöst; Hinterberg gehört seither zur Gemeinde Hüttenberg.
Die meisten der früher die Ortschaft Hinterberg bildenden Höfe sind im Zuge der Land- und Höhenflucht seit Mitte des 20. Jahrhunderts abgekommen, viele der ehemals um die Höfe befindlichen Wiesen sind mittlerweile aufgeforstet worden. Erhalten sind noch Gebäude der Höfe Purkart (Nr. 1) und Russ (Nr. 3).

## Bevölkerungsentwicklung
Für die Ortschaft zählte man folgende Einwohnerzahlen:
- 1869: 10 Häuser, 90 Einwohner[2]
- 1880: 11 Häuser, 68 Einwohner[3]
- 1890: 9 Häuser, 83 Einwohner[4]
- 1900: 10 Häuser, 60 Einwohner[5]
- 1910: 11 Häuser, 38 Einwohner[6]
- 1923: 10 Häuser, 56 Einwohner[7]
- 1934: 34 Einwohner[8]
- 1961: 14 Häuser, 31 Einwohner[9]
- 2001: 3 Gebäude (davon 0 mit Hauptwohnsitz) mit 0 Wohnungen; 0 Einwohner und 0 Nebenwohnsitzfälle; 0 Haushalte; 0 Arbeitsstätten, 0 land- und forstwirtschaftliche Betriebe[10]
- 2011: 0 Gebäude, 0 Einwohner, 0 Haushalte, 0 Arbeitsstätten[11]
- 2021: 1 Gebäude, 0 Einwohner, 0 Haushalte, 0 Arbeitsstätten[12]